# 宮本直孝
宮本 直孝（みやもと なおたか、1961年4月5日 - ）は、日本のフォトグラファー

## 経歴
- 1984年 早稲田大学中退
- 1990～1991年　渡伊、オリビエーロ・トスカーニに師事。
- 1993年 帰国、独
- 2003年 渡伊、PHOTOGROUP SERVICE　所属
- 2005年 帰国、その後東京にて広告、ファッション、ビューティを中心に活動。

## 個展
- 2007年　「forty six portraits of beautiful women」 表参道・スパイラル
- 2010年　「COVER GIRLS」表参道・スパイラル
- 2010年　「THE CATS」表参道・スパイラル
- 2011年　「Fill the Cup with Hope」WFPチャリティ写真展  表参道・GYRE
- 2012年　「ロンドンパラリンピック選手写真展」東京メトロ 表参道駅 ADウォール
- 2016年　「Portraits of Refugees in Japan - 難民はここにいます。」東京メトロ 表参道駅 ADウォール
- 2017年　「母の日 ～I’m a mother of a child with down syndrome～」東京メトロ 表参道駅 ADウォール
- 2019年　「11月22日はいい夫婦の日」東京メトロ 表参道駅 ADウォール
- 2020年　「医療従事者ポートレート」東京メトロ 表参道駅 ADウォール
- 2022年　「STAND WITH UKRAINE」東京メトロ 表参道駅 ADウォール